# Joaquim Carlos Carvalho
Joaquim Carlos Carvalho O.S.B. (Mineiros, 20 de julho de 1954) é um monge beneditino e prelado brasileiro da Igreja Católica, atual bispo da Diocese de Jataí.

## Vida
Joaquim Carlos Carvalho cursou o primeiro grau no Instituto Erasmo Braga, em Mineiros, e o segundo grau no Colégio Estadual Professor Pedro Gomes, em Goiânia, concluído em 1974. Concluiu seus estudos em filosofia na Faculdade Nossa Senhora Medianeira concluída em 1978, e em teologia no Instituto Teológico São Paulo-ITESP, concluída em 1981, ambos em São Paulo. Ingressou na ordem beneditina e emitiu a profissão em 11 de fevereiro de 1979. Em 2 de fevereiro de 1982 recebeu a ordenação presbiteral.
Assumiu diversas tarefas no mosteiro beneditino de Mineiros, onde foi prior, mestre de noviços e economista. Ele também chefiou a formação e a autoridade civil pertencente ao mosteiro. Em 1992 concluiu estudos complementares em psicologia na Pontifícia Universidade Católica de Goiás, em Goiânia. Foi pároco da Paróquia Espírito Santo em Mineiros e foi membro do Conselho Presbiteral, do Colégio de Consultores e do Conselho Econômico Diocesano da Diocese de Jataí. Ele ensinou filosofia e algumas disciplinas psicológicas. Possui especialização em educação – aprendizagem e diferenças, pela Universidade Federal de Goiás (UFG), curso que concluiu em 1996.
Administrou a diocese de Jataí como administrador diocesano durante a sede vacante, de 4 de agosto de 2014 até 13 de fevereiro de 2016, até a posse de Dom Nélio Domingos Zortea, que o nomeou vigário-geral da Diocese de Jataí. Foi Superior e formador dos Monges Beneditinos de Mineiros em Goiânia em agosto de 2015, prior dos Monges Beneditinos de Mineiros de fevereiro de 2017 até agosto de 2019 e, novamente, assumiu como administrador diocesano de Jataí em 25 de maio de 2023, após a nomeação de Zortea como bispo de Cruz Alta.
O Papa Francisco o nomeou bispo de Jataí em 18 de novembro de 2023.
A ordenação episcopal ocorreu no dia 27 de janeiro de 2024, na Capela Santa Luzia, em Mineiros, tendo como ordenante principal Dom João Justino de Medeiros Silva, arcebispo de Goiânia, coadjuvado por Dom Waldemar Passini Dalbello, bispo de Luziânia e Dom Carmelo Scampa, bispo emérito de São Luís de Montes Belos. No dia seguinte ocorreu a posse na Catedral Divino Espírito Santo de Jataí.